# بایراملی (ایمیشلی)
بایراملی (به لاتین: Bayramly) یک منطقه مسکونی در جمهوری آذربایجان است که در شهرستان ایمیشلی واقع شده است.